# 226 (số)
226 (hai trăm hai mươi sáu) là một số tự nhiên ngay sau 225 và ngay trước 227.